# Malombra (miniserie televisiva)
Malombra è uno sceneggiato televisivo del 1974 diretto da Raffaele Meloni e tratto dall'omonimo romanzo di Antonio Fogazzaro.

## Trama

### Prima puntata
La vicenda prende avvio nell'agosto del 1864. Il giovane scrittore milanese Corrado Silla arriva una sera alla dimora (Il Palazzo) del conte Cesare D'Ormengo, sulle rive di un lago lombardo, dove è accolto dall'anziano segretario Steinegge. Il giovane, orfano di una cara amica del padrone di casa, è stato da questi invitato con il pretesto di una collaborazione a un trattato storico-politico, in realtà perché possa vivere con maggior agiatezza. Con il conte vive sua nipote, la marchesina Marina di Malombra, una giovane tormentata cui la forzata solitudine e un malcelato astio verso lo zio provocano frequenti crisi nervose. Nella villa circolano strane leggende su Cecilia Varrega, la prima moglie del conte Emanuele D'Ormengo, padre di Cesare, che morì pazza in una stanza del palazzo, lì segregata dal marito per una presunta colpa d'amore. Di quella lontana e misteriosa vicenda Marina ritrova per caso un'inquietante testimonianza: un messaggio risalente al 1802 di Cecilia, sua antenata, nascosto in uno stipo, in cui la nobildonna manifestava la propria fede nella reincarnazione, asseriva di essere vittima della crudeltà del marito e impegnava colei tra le sue discendenti che avesse in futuro trovato il manoscritto a rivivere la propria vicenda con il redivivo amante Renato e a vendicarsi di tutti i discendenti dei D'Ormengo. Marina, sull'onda di un'ossessione che poco a poco la travolge, inizia a convincersi che Cecilia si sia reincarnata in lei e cade vittima di un'ennesima crisi nervosa cadendo a terra svenuta. Contemporaneamente Silla, richiamato dalle grida della cameriera, Fanny, soccorre la marchesina adagiandola sul suo letto, rimanendo turbato dal fascino della giovane. Dopodiché Silla, torna a Milano per sistemare alcune sue faccende, prima di stabilirsi al Palazzo.

### Seconda puntata
Marina, durante la convalescenza, scrive una lettera, firmandosi Cecilia a un anonimo scrittore, perché particolarmente interessata a un suo romanzo, intitolato Un Sogno, che trattava l'argomento della reincarnazione. L'autore del libro, che è in realtà Corrado, riceve a Milano la lettera giunta presso il suo editore e risponde in tono scostante, definendo la sua interlocutrice superba e sognatrice. Marina, che si è nel frattempo trasferita nella stanza "maledetta" che appartenne a Cecilia, straccia irritata la risposta di Silla. Lo scrittore ritorna a palazzo D'Ormengo per svolgere il suo lavoro; qui i rapporti con la marchesina sono tesi, poiché questa lo crede un figliastro del conte con mire sulla sua eredità. Corrado scopre per caso che Cecilia e Marina sono la stessa persona ma, insultato pesantemente da quest'ultima, decide di rinunciare all'incarico e andarsene, pur ammettendo in cuor suo di essere innamorato della marchesina. Quella sera, accingendosi a partire, Corrado incontra Marina sulla riva del lago e la chiama Cecilia; la giovane interpreta il fatto come l'avverarsi della profezia: Silla sarebbe dunque la reincarnazione di Renato, l'antico amante di Cecilia. Il conte Cesare, infuriato per l'oltraggio arrecato da Marina allo scrittore che ha spinto quest'ultimo a partire, rimprovera duramente la nipote e la invita, se desidera, a lasciare il palazzo, ma la marchesina, ormai suggestionata, rifiuta. Intanto Silla alla stazione ferroviaria, mentre sta per salire sul treno per Milano, incontra una ragazza straniera appena giunta che chiede del Palazzo D'Ormengo.

### Terza puntata
La ragazza che Silla ha incontrato alla stazione è Edith, la figlia del segretario Steinegge, esiliato dodici anni prima dal suo paese, la Germania, per motivi politici. Intanto giunge a palazzo insieme alla madre anche un conte veneziano imparentato con Cesare, Nepo Salvador, allo scopo di chiedere la mano di Marina e, credendola erede del D'Ormengo, di rimpinguare in tal modo le proprie scarse finanze. Marina, pur manifestando verso il pretendente indifferenza se non disprezzo, accetta il matrimonio: in realtà medita la propria terribile "vendetta" contro l'intero parentado; nel frattempo, però, incarica un'amica di cercare a Milano Corrado. Quest'ultimo, che si è intanto quasi liberato dell'accecante passione per Marina ed è attratto sentimentalmente da Edith, una fanciulla molto più cauta, remissiva e religiosa, nella quale crede di trovare conforto, è tuttavia turbato quando apprende delle nozze imminenti. Giunge quindi allo scrittore un telegramma firmato Cecilia che lo invita urgentemente a palazzo, dove il conte Cesare versa in gravi condizioni.

### Quarta puntata
Corrado accorre al palazzo. Secondo padre Tosi, una bizzarra figura di frate-medico-detective, la grave forma di paralisi che ha colpito il conte è da imputarsi a un trauma emotivo; il religioso giunge a ipotizzare, grazie alle frammentarie parole che l'infermo è riuscito a pronunciare, che questi sia stato aggredito e terrorizzato nella notte da una misteriosa donna di nome Cecilia, che però a palazzo nessuno conosce. Tra Marina e Corrado divampa ancora la passione e la marchesina mostra allo scrittore la lettera da lei trovata nello stipo, identificando esplicitamente se stessa con Cecilia e Corrado con Renato: il giovane ne resta allibito. Giunge la notizia che il conte è in fin di vita; Marina corre al capezzale del morente e gli grida, tra lo scandalo dei presenti, che la vendetta di Cecilia contro i D'Ormengo si sta finalmente compiendo; la giovane è trascinata via da Silla. Il conte, stroncato forse da quest'ultima violenta emozione, muore. I Salvador, che miravano alla cospicua eredità del defunto, apprendendo che il Conte ha lasciato tutte le sue sostanze all'ospedale di Novara, abbandonano indignati la dimora, rinunciando alle nozze. Più tardi la marchesina, apparentemente tranquillizzatasi, invita a pranzo nella loggia i presenti rimasti, Vezza e il dottore, compreso Corrado, che intanto è entrato in confidenza con la giovane Edith. Marina, rabbiosa per l'atteggiamento di Silla che la crede pazza e credendo la voglia abbandonare, lo uccide con un colpo di pistola al cuore, per poi darsi a una folle fuga in barca sul lago in tempesta: finirà, forse, inghiottita dall'abisso come l'antenata Cecilia...

## Recensioni
Il regista Raffaele Meloni, alla sua prima esperienza nel romanzo sceneggiato, affermava: "Nel ritratto di Marina, un ritratto ambiguo e dolente, e nella tempesta di anime che le scatena dentro e attorno, io vedo il senso dell'interpretazione televisiva. Non mi interessava ricalcare il romanzo pagina per pagina, ma coglierne i momenti più segreti... Non abbiamo certo evocato atmosfere alla Dracula. Per suggerire il mistero basta rispettare i ritmi di Fogazzaro che sono, con un termine d'oggi, di suspense. Protagonisti i volti, i gesti anche minimi, le sfumature di voce. Le premesse sono state per il momento rispettate"..
Marina Malfatti dichiarava nell'intervista Io e Malombra: "Questa è la prima vera occasione che la tv mi ha offerto, ora toccherà al pubblico decidere. Ho girato Malombra otto mesi fa, e ormai il personaggio non mi coinvolge più; lo guardo con un certo distacco. Eppure l'ho vissuto per quattro mesi in modo appassionato e totale. Malombra non è una donna-oggetto come se ne trovano nella letteratura dell'Ottocento, ma una donna-soggetto, moderna, ribelle, che cerca di realizzare pienamente se stessa. Molti critici hanno voluto vedere in lei un'esaltata, una nevrotica, in poche parole una pazza perché crede che una sua antenata, Cecilia, vittima di un marito brutale e spietato, si sia reincarnata in lei. Il suo compito diventa dunque quello di vendicare Cecilia, un compito che la porterà per davvero alla follia. Ma nella "vendetta" di Marina ci sono la ribellione e il desiderio di affermare i propri diritti di donna moderna. Malombra non è una malata e la vicenda da lei vissuta non è soltanto un'allucinazione. In questo senso, gli odierni studi di parapsicologia mi hanno offerto la chiave per capire meglio il personaggio e darne una versione inedita"..

## Luoghi delle riprese
Parte delle scene in esterni sono state girate in riva al Lago Maggiore.
La stazione ferroviaria è quella di Salassa.

## Recensioni
Pur non essendo disponibili dati ufficiali, lo sceneggiato Malombra, secondo varie fonti, fu accolto con notevole favore dal pubblico e fu uno dei grandi successi della stagione televisiva del '74

## Colonna Sonora
Le musiche dello sceneggiato sono state composte e dirette da Pino Calvi, tra cui il celebre Tema di Marina.
- LP Music Parade Cetra – LEL 228
- 45 Cetra International - IS 20139
- CD Fonit Cetra - CDM 2033